# Lavra de Potxàiv
Lavra de Potxàiv (ucraïnès: Свято-Успенська Почаївська Лавра; romanitzat: Sviato-Uspenska Pochaivska Lavra; rus: Свято-Успенская Почаевская Лавра; polonès: Lawra Poczajowska) és un monestir a Potxàiv, Raion de Krèmenets, Província de Ternòpil, Ucraïna. Durant segles, ha estat el principal centre espiritual i ideològic de diverses denominacions ortodoxes a l'Ucraïna Occidental. El monestir corona un turó de 60 metres a la ciutat de Potxàiv, 18 km al sud-oest de Krèmenets i 70 km al nord de Ternòpil.

## Història

### Orígens
Un primer record del monestir en Potxàiv data de 1527, tot i que algunes tradicions locals diuen que va ser establert tres segles abans, durant la Invasió mongola de Rússia, per diversos monjos que fugien, o del Conjunt monàstic de Kíevo-Petxersk o del Mont Sagrat Atos. La llegenda diu que Theotokos es va aparèixer als monjos en forma d'una columna de foc, deixant la seva petjada en la roca. Aquesta impremta va servir per ser venerada per la població local i propera per les propietats medicinals i curatives de l'aigua que en rajava.
El segle xvi, l'abadia era prou prospera per encarregar una catedral de pedra i acollir una fira anual. El seu prestigi va créixer el 1597, quan una senyora noble, Anna Hoyska, va donar al monestir les seves extenses terres i una icona miraculosa de la Mare de Déu. Aquesta imatge, tradicionalment coneguda com a Nostra Senyora de Potxàiv, va ser donada a Hojska per un bisbe búlgar, i va ajudat a curar el seu germà de la ceguesa.

### St. Job de Potxàiv
El 1604, es va unir a comunitat monàstica Ivan Zalizo un conegut cap de l'església Oriental Ortodoxa, llavors dins del patriarcat de l'Església Ortodoxa Russa i era un vocal crític de la Unió de Brest. Anteriorment associat amb la impremta del Príncep Ostrogski, Zalizo estableix una impremta a Potxàiv el 1630, la qual va subministrar a tota Galítsia i Volínia literatura teològica ortodoxa dels rutenians. La impremta va funcionar continuadament fins al 1924, quan va ser portada primer a Txecoslovàquia, després a Múnic, i el 1946, a la Holy Trinity Monastery a Jordanville, Nova York.
Zalizo va rebre el nom monàstic de Job i va ser elegit l'Hegumen del monestir. Job va introduir una disciplina estricta i altres reformes de la vida monàstica. Durant el temps que va ser-hi, el monestir va rebre atacs incessants dels hereus de Hoyska, sobretot d'Andrzej Firlej, castellà de Belz, que va demandar els monjos pel llegat de la seva àvia. El 1623, Firlej assalta el monestir, agafant la icona sagrada i conservant-la fins al 1641, quan una decisió del tribunal fa que finalment retorni la icona als monjos. Job de Potxàiv va morir el 25 d'octubre de 1651 i va ser glorificat com a sant després.

### Unió amb Roma

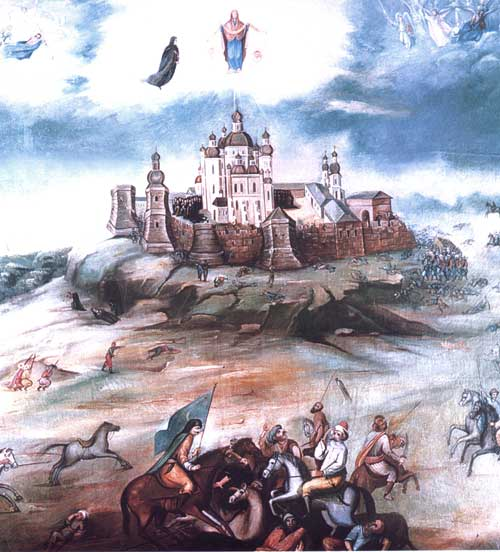
Vista de Potxàiv a principis del

Durant la guerra Zbarazh de 1675, el monestir va ser assetjat per l'exèrcit turc, que suposadament va fugir en veure l'aparició de la Mare de Déu acompanyada d'àngels i de St. Job. Nombrosos turcs musulmans que van presenciar l'esdeveniment durant el setge es van convertir al cristianisme. Una de les capelles del monestir commemora aquest esdeveniment.
Segons algunes fonts, Feofan Prokopovich, un reformista rutenià de l'Església ortodoxa russa, va fer els vots monàstics a Potxàiv; després va visitar el monestir amb el seu sobirà, Pere I de Rússia, el 1712.
Després de 1720, el monestir va ser donat al monjos greco-catòlics basilians. El procés va ser invertit a causa d'un fet aparentment miraculós. El 1759, un carruatge del compte Mikołaj Bazyli Potocki va tombar prop de les parets de monestir. En un cop de ràbia, Potocki dispara al seu conductor tres vegades, sense ferir-lo. Atribuint aquest fracàs a la intercessió divina, Potocki es queda a Potxàiv i comença a fer regals sumptuosos al monestir.
El 1773, Potocki (que era al principi catòlic romà, més tard va ser greco-catòlic) va demanar que el Papa reconegués la icona de Potxàiv com a miraculosa i St. Job com a sant catòlic. Només va ser acceptada la primera petició. Quan Potocki mor el 1782, es enterrat a la Catedral de l'Assumpció, la construcció de la qual havia subvencionat.

### Entre Polònia i Rússia

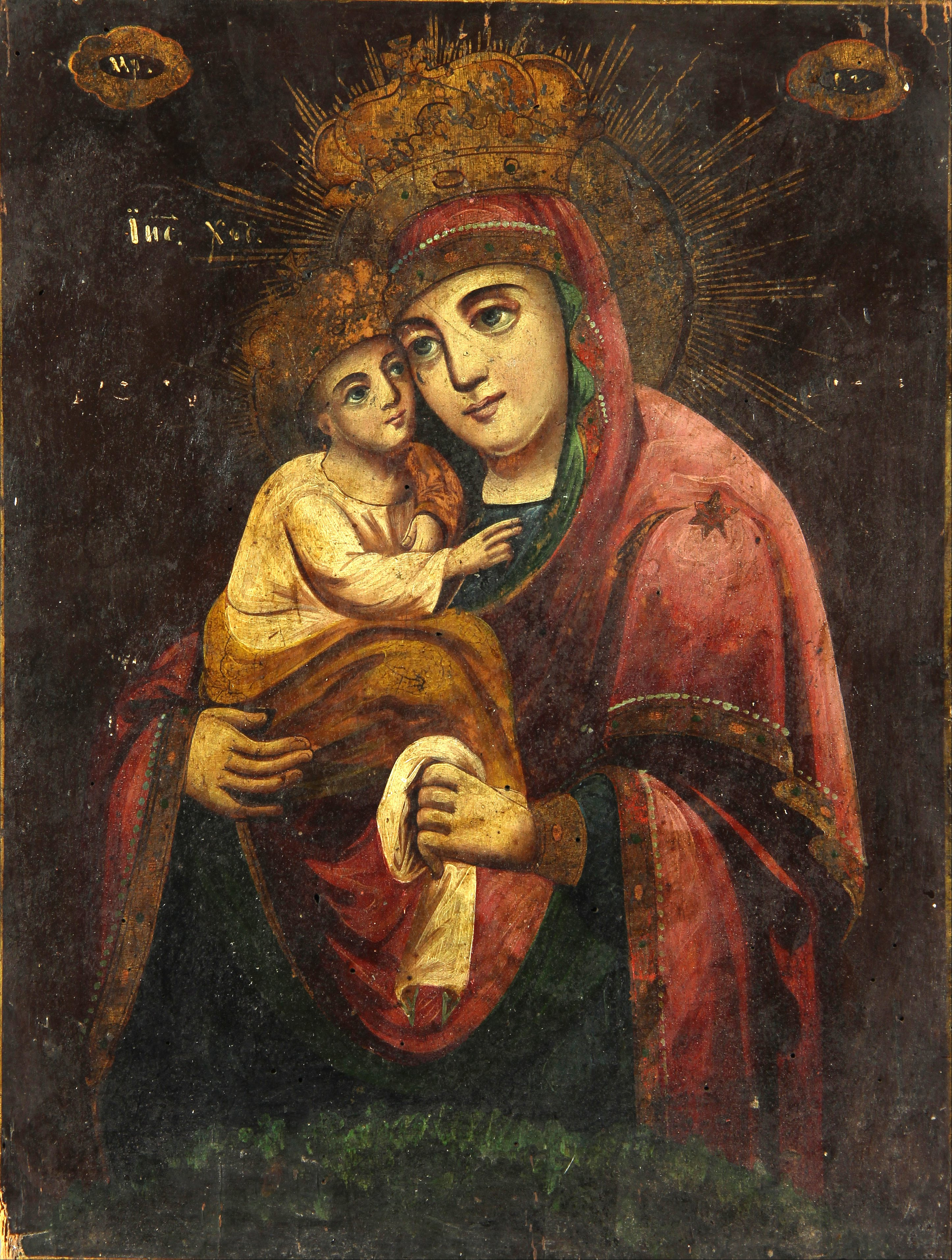
La Mare de Déu de Potxàiv, 1840. Museu Ivan Honchar.

El 1795, com a resultat de la Tercera Partició de Polònia, Volínia va passar a formar part de l'imperi rus. Tot i que va començar una tornada de catòlics grecs a russos ortodoxos, les autoritats imperials russes no van pressionar immediatament per confiscar la propietat dels qui no es convertien. A més, la tipografia i les escoles religioses en el monestir continuen utilitzant el llatí mentre la llengua principal de comunicació era la polonesa. No obstant això, les primeres tendències russòfones són d'aquell temps. En els trenta anys de la divisió de Polònia, el Bisbe ortodox de Volínia, Stephan va escriure a Emperador Alexandre I de Rússia buscant que Potxàiv tornés a l'Església ortodoxa russa el 1823, però la seva petició va ser inicialment rebutjada. Tanmateix només nou anys més tard, el 1831, després del suport greco-catòlic a la Revolta de novembre, Nicolau I de Rússia va ordenar lliurar el monestir als partidaris de l'Església ortodoxa russa; el monestir va ser reconsagrat com una entitat ortodoxa moscovita el 10 d'octubre d'aquell any (posant fi a 110 anys de vida monàstica greco-catòlica).

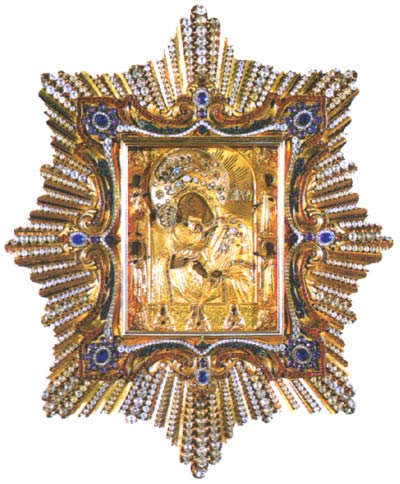
Icona sagrada de la Mare de Déu de Potxàiv, en la diadema daurada presentada per Climent XIV.

Dos anys més tard, el 1833, el monestir va assolir l'estat de lavra i es va convertir en la residència d'estiu dels bisbes ortodoxos russos de Volínia. Cap al final del segle xix, Potxàiv es va convertir en una meca de pelegrins ortodoxos de l'imperi rus i els Balcans. La seva imatge políticament simbòlica de l'ortodòxia imperial (sent només a diversos quilòmetres del greco-catòlics de la regió de Galítsia) era àmpliament utilitzat en la propaganda Paneslavista.
Durant els primers dies de la Primera Guerra Mundial, milers d'ucraïnesos gallecs peregrinaven a la Lavra i alguns es convertien a l'ortodòxia russa, després que les forces imperials russes havien passat per sobre a la Campanya de Galítzia. El 1915 la Lavra, juntament amb la totalitat de Volínia, es va convertir en una línia del front entre Àustria i Rússia. Tanmateix el saqueig pels austríacs el 1915 era només l'inici del seu llarg viatge al segle xx.
Després de la Revolució d'octubre russa de 1917, va patir un altre saqueig pels bolxevics, els efímers moviments ucraïnesos, i la Guerra soviètico-polonesa el 1920, i Volínia occidental va ser transferida a Polònia sota els termes de la Pau de Riga. El 1921 la Lavra es va trobar en un estat de crisi amb poc menjar i molts danys físics causat per gairebé una dècada d'agitació. El factor més preocupant pels monjos tanmateix, era quina relació eclesiàstica havia de tenir. Com la majoria de les comunitats ortodoxes russes que es van fundar fora de la URSS, i així a fora de qualsevol control eclesiàstic possible de la perseguida Església Ortodoxa Russa, l'Església Ortodoxa de Constantinoble acorda agafar la funció de Moscou i la Lavra forma part de l'Església ortodoxa polonesa el 1923.
Fins al final dels anys 1920 la Lavra va ser un lloc pacífic i va reparar molts edificis. Va ser el primer monestir en tenir la seva electricitat pròpia. El 1929, després del decret republicà polonès sobre la protecció dels rutenians, l'Església catòlica romana immediatament va començar a explotar això. La Lavra va rebre més de cent acusacions en contra reclamant als ortodoxos transferir el monestir. Malgrat les nombroses al·legacions, la Lavra va sobreviure i va esdevenir el centre ortodox més visible en la Segona República Polonesa.

### Història recent
La Lavra de Potxàiv va tenir una influència indirecta en l'església ortodoxa de l'oest. Archimandrite Vitaly (Maximenko), el director de l'impremta del monestir, va treure l'impremta amb la Revolució russa. Va fugir després a Txecoslovàquia, on va començar una fraternitat nova i va tornar a publicar. Aquesta nova fraternitat de St. Job de Potxàiv es va traslladar de Txecoslovàquia a Alemanya i finalment a Amèrica, on es va unir al Holy Trinity Monastery prop de Jordanville, Nova York, amb l'aleshores arquebisbe Vitaly com el seu abat. Holy Trinity Monastery es va quedar amb el llegat editorial de St. Job de Potxàiv.
El 1939, sota els termes del protocol Secret del pacte Mólotov-Ribbentrop, Volínia Occidental va ser annexionat a la República Socialista Soviètica d'Ucraïna. Part de la població local ho va veure, com a mínim inicialment, com una forma d'alliberament de les lleis poloneses. Tanmateix la posició antireligiosa els governs soviètics va suposar una font nova d'opressió, tot i que la forma ucraïnesa d'aquesta persecució era una mica menys rígida que dins les terres russes a principis dels anys 1920. La Lavra va ser auto-transferit al Patriarcat de Moscou, i durant aquest temps milers de pelegrins ortodoxos, d'arreu la URSS, amb un cert risc, visitaven el monestir, tement que compartiria el destí d'altres a la URSS. No va ser així, tot i que van ser confiscats el bestiar, l'orfenat i altres serveis comunals, el nombre de visitants van impedir el soviètics una acció immediata contra un lloc que havia esdevingut un refugi pels ortodoxos.
Quan l'Alemanya Nazi va envair la URSS el 22 de juny de 1941, els alemanys no van tancar la Lavra, però van confiscar tot que el Soviet no havia fet. Durant aquest temps es va fundar l'ucraïnesa església ortodoxa autocèfala. Els alemanys van donar suport a aquesta església i amb energia hi van transferir algunes propietats ortodoxes. Tanmateix, la Lavra de Potxàiv rebutjava provocar un cisma. En comptes d'això, el 1941 es va convertir en el centre del moviment Autonomista, el qual va reclamar subordinació jurisdiccional a Moscou mentre alhora era lliure d'actuar independentment de Moscou ja que el Patriarca de Moscou era sota control soviètic. Durant la segona guerra mundial la política soviètica cap a la religió aparentment va canviar. Restablert el patriarcat, l'església ortodoxa russa va agafar una forta posició pro-soviètica contra els nazis i va participar en la resistència en territoris sota ocupació nazi. Sent un centre molt visible de l'església ortodoxa, va impedir que la Lavra tingués una funció activa, no obstant això va proporcionar refugi a la població local de la persecució nazi. L'agost de 1944 l'Exèrcit Roig va alliberar Volínia i els soldats van respectar els seus murs.
Després de la guerra, la Lavra estava situat en un territori que contenia la concentració més gran de parròquies ortodoxes en la URSS. La seva posició de patrocinat rus a Ucraïna occidental va quedar encara més reforçada el 1948 després del Sínode estatal soviètic organitzat a Lviv, que va rescindir la Unió de Brest i va forçar a dissoldre els catòlics grecs a Galítsia Oriental per convertir-los en ortodoxos russos. Tanmateix l'actitud permissiva postguerra cap a la religió en la Unió soviètica va acabar amb la nova política del Desglaç de Nikita Khrusxov a finals dels anys 1950. Durant aquest temps la Lavra va viure sota una gran pressió del govern soviètic, va ser sotmesa a recerques i batudes regulars així com un control constant. Un museu sobre l'ateisme va ser obert en un dels edificis de l'església confiscats el 1959. Malgrat aquesta pressió el monestir va sobreviure, i a finals dels anys 1970 era el principal centre teològic de l'exarcat ucraïnès del Patriarcat de Moscou en l'Església ortodoxa russa.
A finals dels anys 1980, la Unió soviètica va relaxar les restriccions sobre la religió, i el Museu de l'Ateisme va ser tancat i convertit en una escola teològica, i el 1991 en un seminari. Alhora, l'Església grecocatòlica ucraïnesa en unió amb la Santa Seu de Roma, ara Església Ortodoxa Autocèfala Ucraïnesa, va reviscolar. La comunitat de la Lavra unànimement no va manifestar cap simpatia per aquestes comunions restaurades, atribuint la seva acció en part a alguns mètodes violents que van ser emprats contra les parròquies de l'església ortodoxa russa de Moscou. Així es va crear un regiment per salvaguardar les parròquies ortodoxes russes. Ja que la recuperació de la Lavra de la persecució soviètica va coincidir amb aquests esdeveniments, la seva posició política de suport a l'església ortodoxa russa a l'Ucraïna Occidental va quedar desvetllada un cop més. Els seus militants cosacs van impedir atacs a comunitats ortodoxes a Volínia i Ucraïna per part de catòlics grecs o del patriarcat de Kiev (la posició ambigua de les esglésies catòliques gregues i les propietats dels russos ortodoxos va quedar sense resoldre.
L'abril de 2015 els diputats del consell regional de Ternópil voten la transferència de la Lavra de Porxaev a l'estat.

## Sant Amfiloqui de Potxàiv

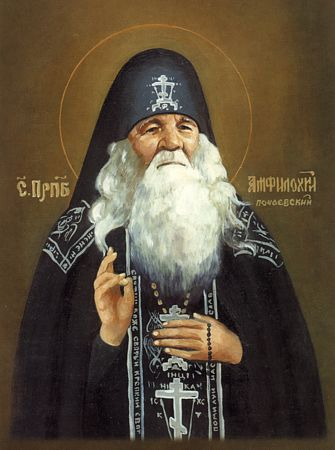
Sant Amfiloqui

El 12 de maig de 2002, l'Església ortodoxa ucraïnesa canonitza el monjo Amfiloqui de Potxàiv. Amfiloqui de Potxàiv (també Yakiv Holovatyuk 1894 - 1971) va néixer el 27 de novembre de 1894 en el poble Mala Ilovytsya, en el raion de Shumsk a la Província de Ternòpil a Ucraïna occidental. El 1925 es va fer monjo i es va unir a la comunitat de la Lavra de Potxàiv. El 1936, Amfiloqui havia arribat a la posició de hieromonjo (sacerdot-monjo). Els seus dons curadors van atreure l'atenció de moltes persones. Archimandrita de Lavra va beneir el monjo en aquesta feina i li va permetre estar-s'hi en una cabana prop del cementiri. Els estius, el pelegrinatge a Amfiloqui (llavors anomenat pare Josep) augmentava, arrivant a 500 persones diàries. L'11 / 12 de maig de 2002, va ser canonitzat per l'Església ortodoxa després que una comissió eclesiàstica investigués la seva vida. Just abans de Pasqua es van descobrir les seves reliquies totalment intactes. Més de 20.000 pelegrins ortodoxos van arribar per participar en la veneració de Sant Amfiloqui. Moltes curacions va tenir lloc quan les persones vingudes van tocar les seves relíquies.
Des de la independència la Lavra ha fet molts esforços per convertir-se en el segon centre ortodox a Ucraïna, després del Conjunt monàstic de Kíevo-Petxersk. Un antic alumne del seu seminari va arribar a bisbe. La literatura que es publica i les icones dibuixades a les seves parets es troben arreu d'Ucraïna, i a les veïnes Rússia i Belarús. Milions de pelegrins ortodoxos visiten l'antic monestir provinents de tot arreu: l'antiga URSS, els Balcans, i llocs ortodoxos més distants.

## Edificis

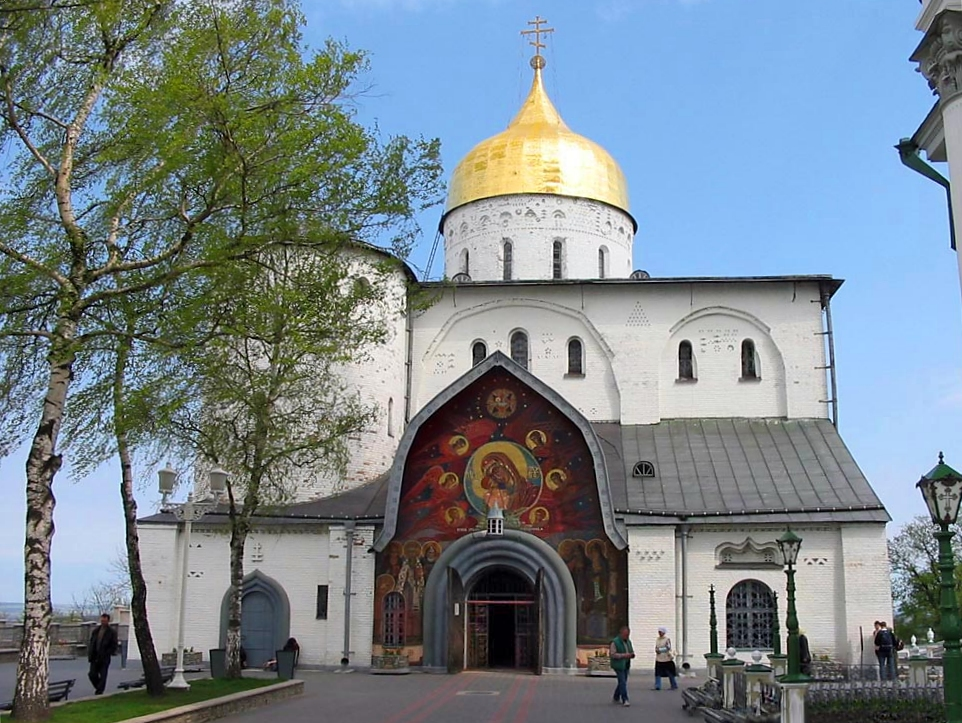
Catedral de la trinitat
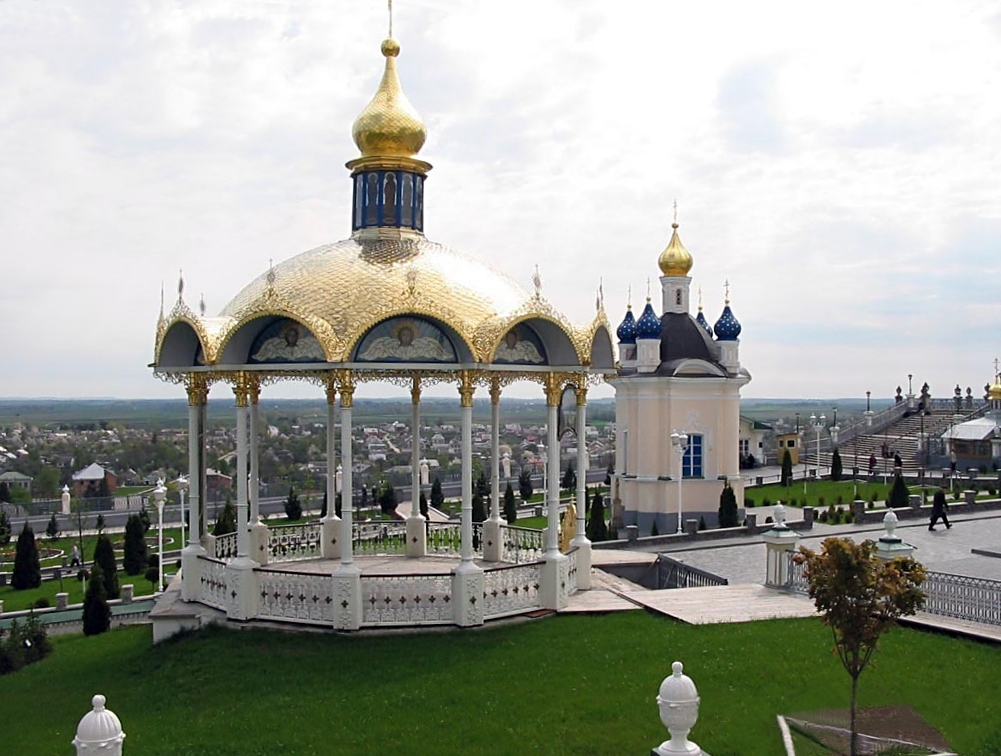
Altar major, i Capella del 2000 aniversari de Jesucrist

La lavra és dominada per la Catedral de la Dormició, concebuda per Nicholas Potocki com la més gran de les esglésies greco-catòliques i construïda entre 1771 i 1783 amb dissenys de l'arquitecte alemany Gottfried Hoffmann. L'exterior de la catedral, amb dues elegants torres que flanquegen la façana, és de l'estil de transició entre el barroc i el neoclassicisme. Diverses estructures subsidiàries, sobretot una capella d'hivern de 1862 i un refetor de 1888, són al costat de l'església principal.
Després que el clergat greco-catòlic tornés a l'ortodoxia, l'interior ric i refinat de la catedral va ser completament renovat per adaptar-se als requisits ortodoxos tradicionals. Després d'un foc el 1874, les obres d'art de l'interior van ser repintades per l'acadèmic Vasilyev i també va participar l'escultor Poliievsky. La catedral conté la tomba de Nicholas Potocki i dos relicaris més de Potxàiv - la petjada i la icona de la Mare de Déu.
Al sud-est de la Catedral de l'Assumpció està la torre del campanar de 65 metres, una de les més altes d'Ucraïna, aixecada en quatre nivells entre 1861 i 1869. La seva campana més gran, de 1886, pesa 11,5 tones.
A prop hi ha la Catedral de la Trinitat, construïda entre 1906 i 1912 de disseny evangèlic de Aleksei Sxússev. L'austera catedral exterior està basada en l'arquitectura russa medieval, mentre els porxos presenten pintures i mosaics simbolistes de Nicholas Roerich.
Les esglésies de la cova de St. Job i de St Anton i Theodosi estan situades sota terra. La seva construcció va començar el 1774 i va ser realitzada en diverses etapes, la última el 1860. L'església de St. Job conté un regal famós de la Comtessa Orlova, un reliquiari de plata amb relíquies d'aquell sant.
Les construccions més recents inclouen dues capelles, una per commemorar el 400è aniversari del trasllat de la icona de la Mare de Déu per Anna Hoiskaja, va ser completat el 1997. L'altra capella és per honorar el segon mil·lenni del naixement de Crist, i va ser construïda el 2000.

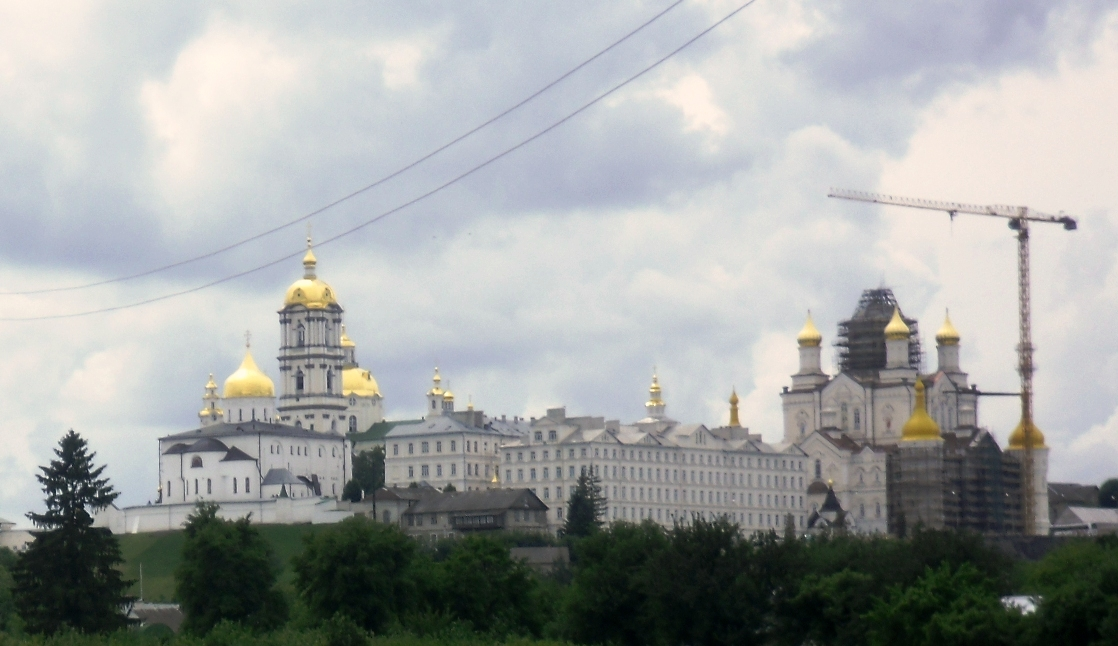
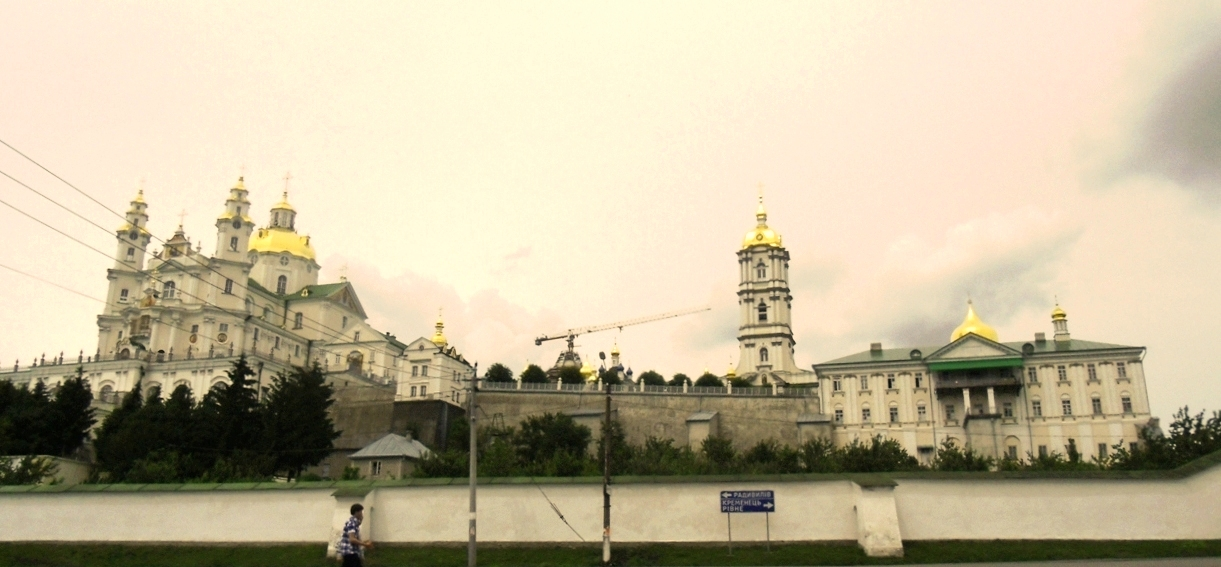
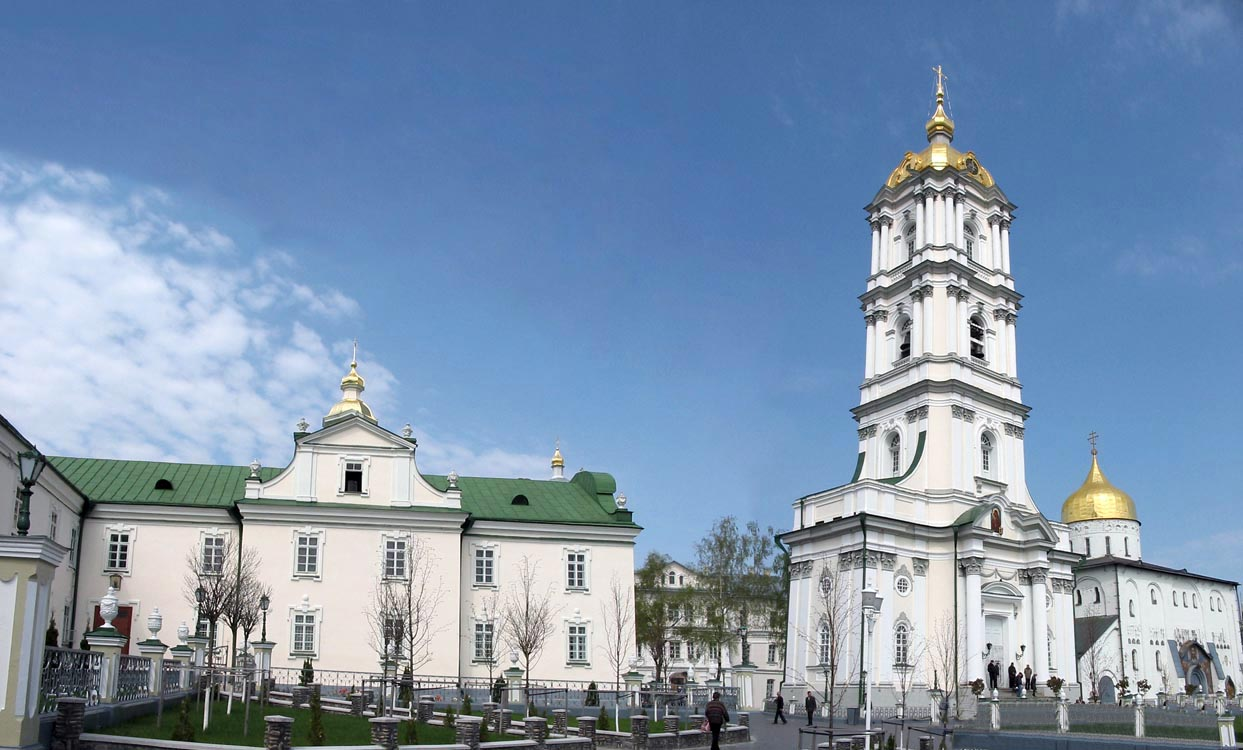
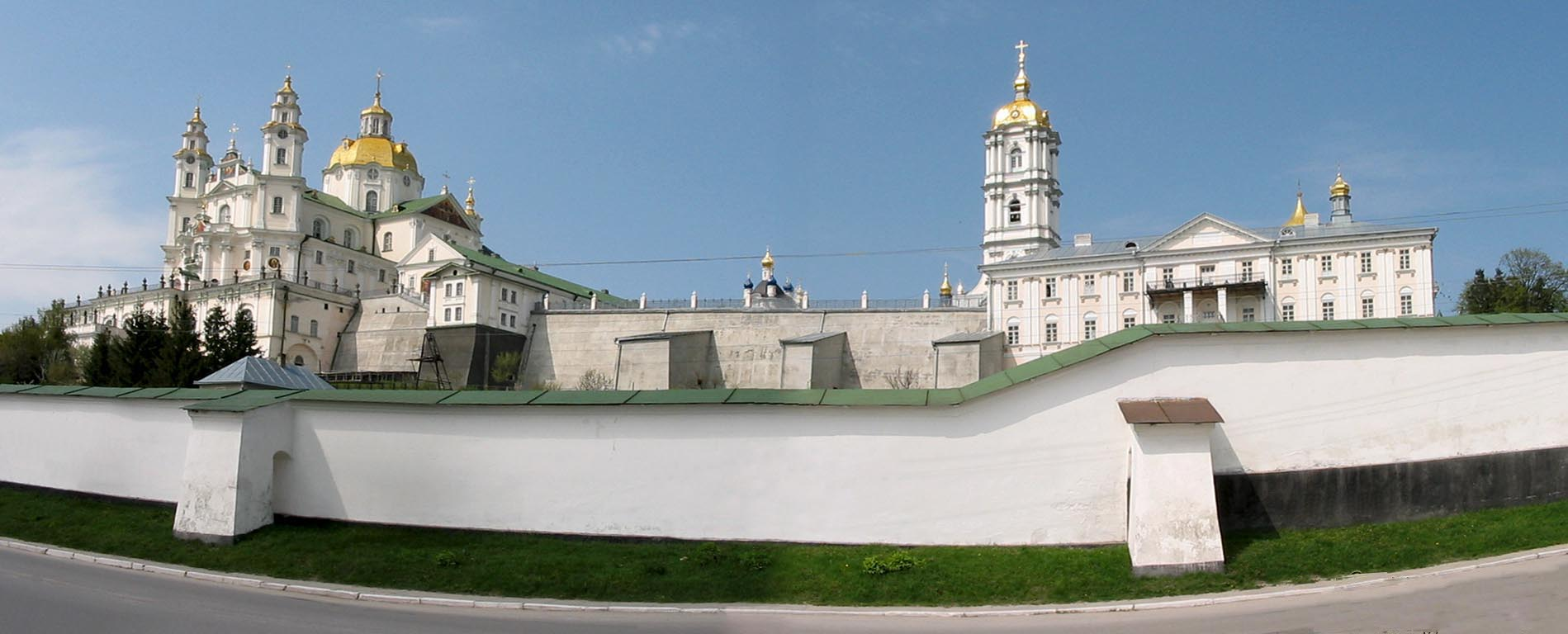
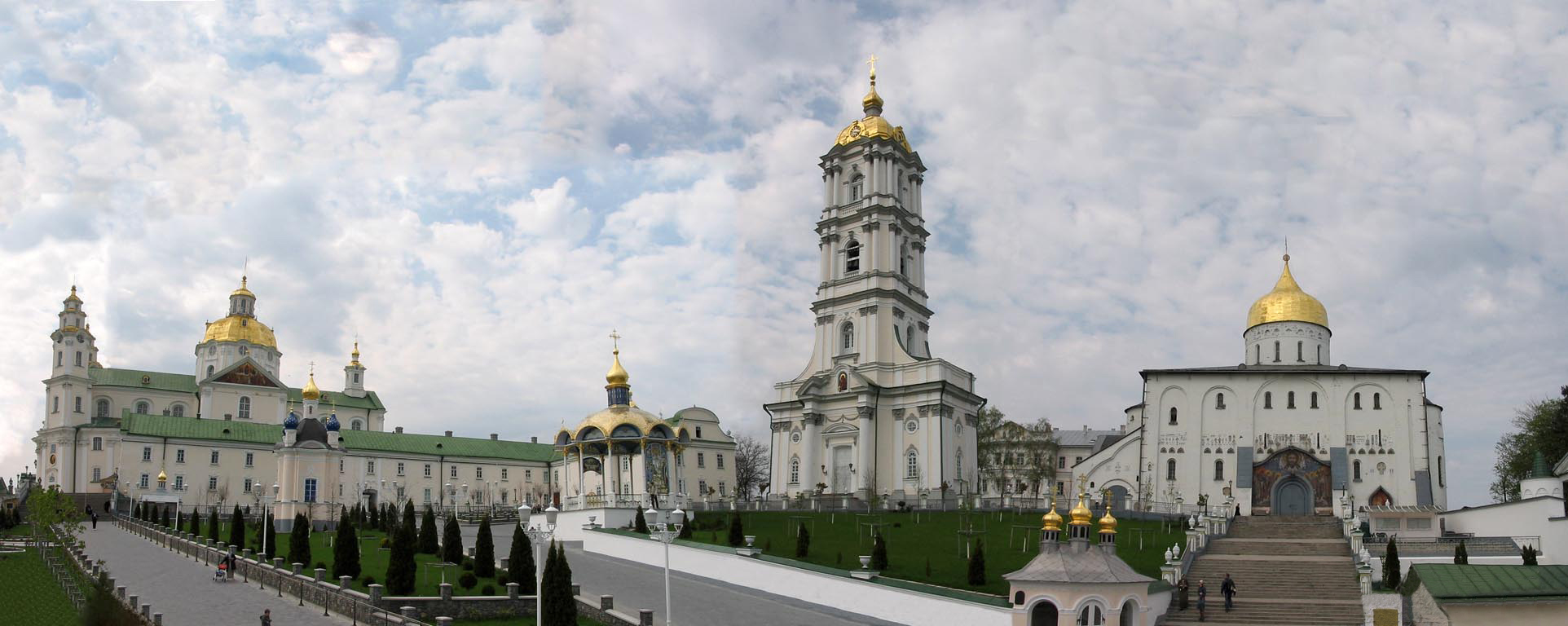
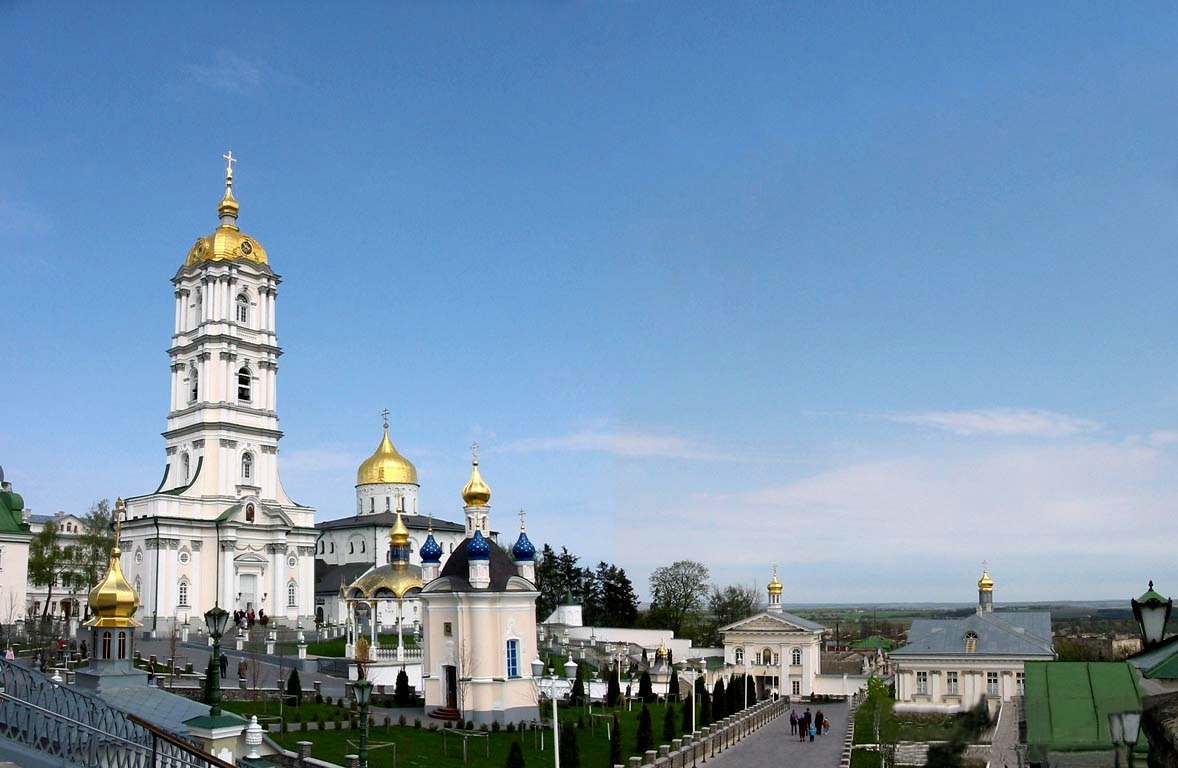